# Come Dancing
Come Dancing fue un programa británico de bailes de salón que se realizó en la  BBC de 1950 a 1998, convirtiéndose en uno de los programas más largos de la televisión.
El programa fue creado por Eric Morley, el fundador de Miss Mundo, y comenzó en 1950 por la difusión de los estudios regionales de bailes de salón, con los bailarines profesionales Syd Perkin y Edna Duffield a la mano para ofrecer enseñanzas.
En 1953 el formato cambió para convertirse en una competencia, con series posteriores viendo a regiones del Reino Unido yendo de cabeza a cabeza para el codiciado trofeo.
Los muchos presentadores durante los años incluyeron a Peter West, McDonald Hobley, Charles Nove, Terry Wogan, Brian Johnston, Angela Rippon, Michael Aspel, Noel Edmonds, David Jacobs, Judith Chalmers, Pete Murray y Rosemarie Ford. Los comentaristas incluyeron a Ray Moore y Bruce Hammal.
En 2004, una nueva versión de celebridades titulada Strictly Come Dancing, presentada por Bruce Forsyth (2004–13), Tess Daly, Zoë Ball (2011–) y Claudia Winkleman (2014–) debutó en BBC One,  convirtiéndose en un éxito popular los sábados por la noche. El título es un pastiche de los títulos de la película australiana de 1992 Strictly Ballroom y Come Dancing. El formato del programa más reciente se ha exportado exitosamente a otros países bajo el nombre de Dancing with the Stars.